# Illinois Waterway

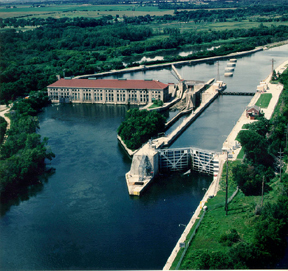
De Chicago Sanitary and Ship Canal, de hoofdader van de Illinois Waterway gezien bij het Lockport Powerhouse

De Illinois Waterway is een stelsel van (vaar)verbindingen tussen de Grote Meren en het stroomgebied van de Mississippi. Het dient tevens als ecologische verbindingszone. De vaarweg is 541 kilometer lang en begint bij de stad Chicago (Michiganmeer) en eindigt ter hoogte van Grafton (Mississippirivier). De Illinois Waterway bestaat dus uit een stelsel van waterwegen, waarvan er een paar zijn aangelegd om een daadwerkelijke verbinding te vormen. Dit stelsel bestaat uit verschillende rivieren en kanalen waarvan de Chicago, Des Plaines, Calumet-Saganashkee kanaal, Illinois, Chicago Sanitary and Ship Canal en de Calumet de belangrijkste zijn. 

## Geschiedenis
In 1849 werd de voorloper van de Illinois Waterway, de Illinois and Michigan Canal geopend. Maar aangezien men een snellere, handigere verbinding wilde, werd omstreeks 1900 het Chicago Sanitary and Ship Canal geopend. Toen dit kanaal werd geopend moest men tegelijkertijd ook de stroomrichting van de Chicago- en Calumetrivier veranderen. 
Dit zorgde ten eerste voor een ecologische verbinding, maar daarnaast ook als afvoer van afvalwater. Hierdoor is er echter nog steeds niet hélemaal een ecologische verbinding. Het afvalwater werd namelijk op de Chicagorivier geloosd. Deze mondde vroeger rechtstreeks uit in het Michiganmeer, de bron van het drinkwater in de gelijknamige stad. Dit is ook een van de redenen waarom deze rivieren geheel werden omgeleid naar het bekken van de Mississippi.